# 언포항
언포항은 경상남도 남해군 창선면 가인리, 언포마을 인근에 있는 어항이다. 2002년 8월 6일 어촌정주어항으로 지정하여 관리하고 있다. 시설관리자는 남해군수이다.

## 어항 연혁
- 처음에는 연포(蓮浦)라고 불렀다. 그 후 바다를 막아 언(堰)이 생겼다 하여 언포라 부르게 되었다고 한다.

## 어항 시설
- 선착장 L=160m, B=3.0m, 호안 L=1,030,, B=4m

## 주요 어종
- 도다리, 노래미, 볼락 등